# Hoya tomataensis
Hoya tomataensis är en oleanderväxtart som beskrevs av T.Green och Kloppenb.. Hoya tomataensis ingår i släktet Hoya och familjen oleanderväxter. Inga underarter finns listade i Catalogue of Life.